# Naphtali Berlinger
Naphtali Berlinger (geboren am 4. Dezember 1876 in Braunsbach; gestorben am 20. Februar 1943 im Ghetto Theresienstadt) war ein jüdischer deutscher Lehrer und der letzte Rabbiner von Buttenhausen (heute: Ortsteil von Münsingen (Württemberg)).

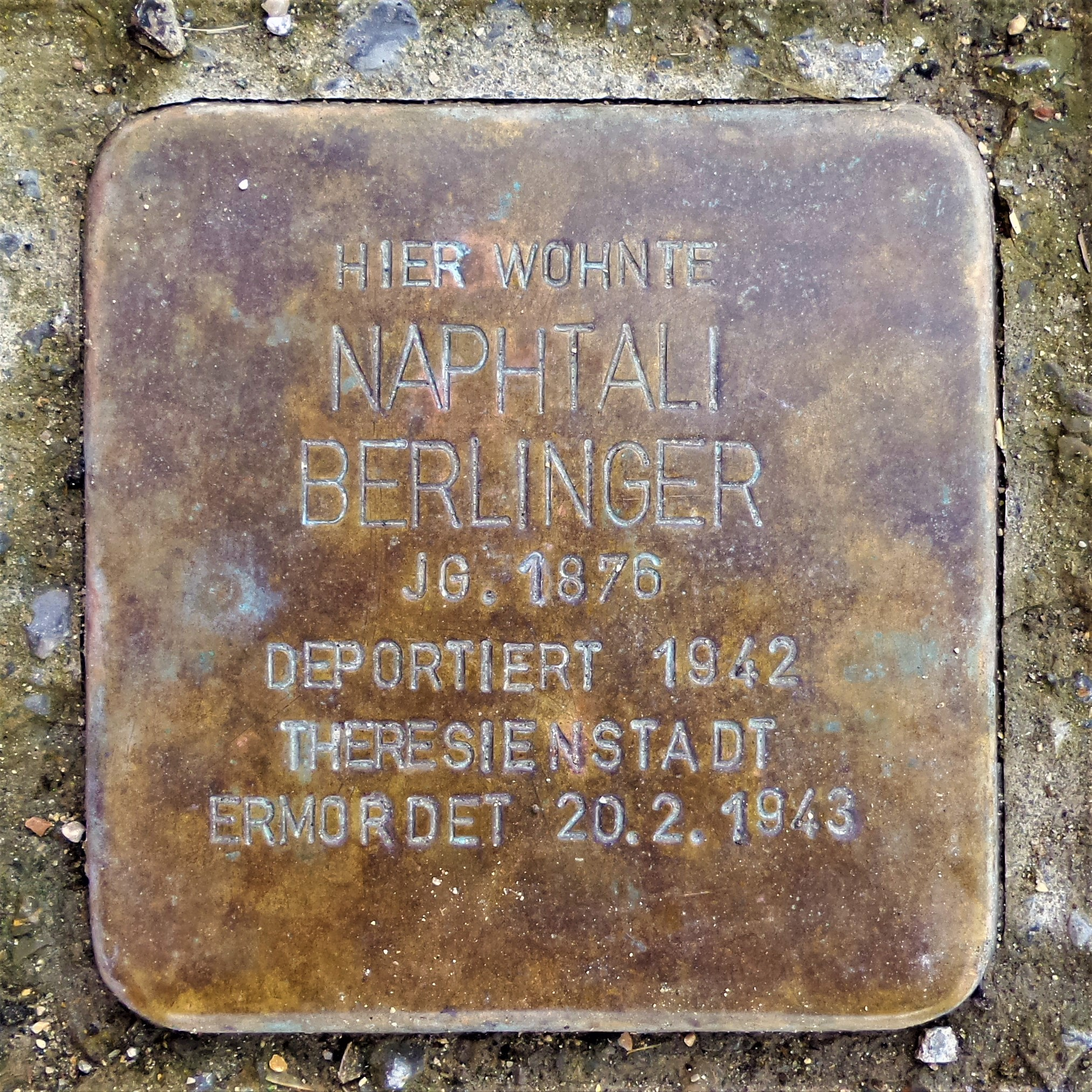

## Leben
Naphtali Berlinger wurde als Sohn des Rabbiners Menco Berlinger (1831–1903) in Braunsbach im Kochertal geboren. Sein Bruder Rabbiner Dr. Jacob Berlinger (1866–1945) war der Rabbi von Braunsbach. Ab dem 4. April 1902 stand Naphtali Berlinger als Lehrer der jüdischen Schule vor und betätigte sich als Vorbeter der Jüdischen Gemeinde in Hohebach. Am 22. Dezember 1901 hatte er Hanna Marx (* 16. November 1876) geheiratet, die aus Buttenhausen bei Münsingen stammte. Ihr erster Sohn Jakob wurde am 26. November 1902 in Hohebach geboren.
Am 17. August 1908 ist Naphtali Berlinger nach Buttenhausen auf der Schwäbischen Alb umgezogen. Dort trat er am 1. September 1908 die Stelle als Lehrer an. In Buttenhausen existierte seit dem Judenschutzbrief des Freiherrn Philipp Friedrich von Liebenstein (1730–1799) und seiner Frau Katharina Friederike geb. von Schmidberg vom 7. Juli 1787 eine kleine jüdische Gemeinde. 1908 waren in Buttenhausen noch 190 jüdische Bürger wohnhaft, dies waren fast 28 % der damaligen Bevölkerung des Dorfes. Allerdings war der 1870 erreichte Höchststand von 442 jüdischen Bewohnern längst Vergangenheit.
Buttenhausen war der kleinste der 13 württembergischen Rabbinatsbezirke. Nach 1887 gab es dort keinen eigenen Rabbiner mehr, und die Gemeinde wurde dem Rabbinat Buchau angeschlossen. Einzelne Aufgaben wurden aber vom jeweiligen Lehrer der jüdischen Schule ausgeübt. Als Naphtali Berlinger 1908 als Lehrer der jüdischen Schule nach Buttenhausen kam, war er gleichzeitig auch Vorbeter der jüdischen Gemeinde. Zudem war er in seiner Gemeinde auch als Schochet und als Mohel tätig.
Berlinger erwarb sich auch in Buttenhausen u. a. als Fachlehrer an der evangelischen Volksschule und an der Bernheimerschen Realschule große Verdienste. Seine umfassende, naturwissenschaftlich geprägte Bildung und seine orthodoxe religiöse Haltung verschafften ihm großen Respekt auch bei den Christen im Ort. Sein Unterricht beinhaltete Naturbeobachtungen und -beschreibungen.
Von 1914 bis 1918 nahm Naphtali Berlinger als Soldat am Ersten Weltkrieg teil.

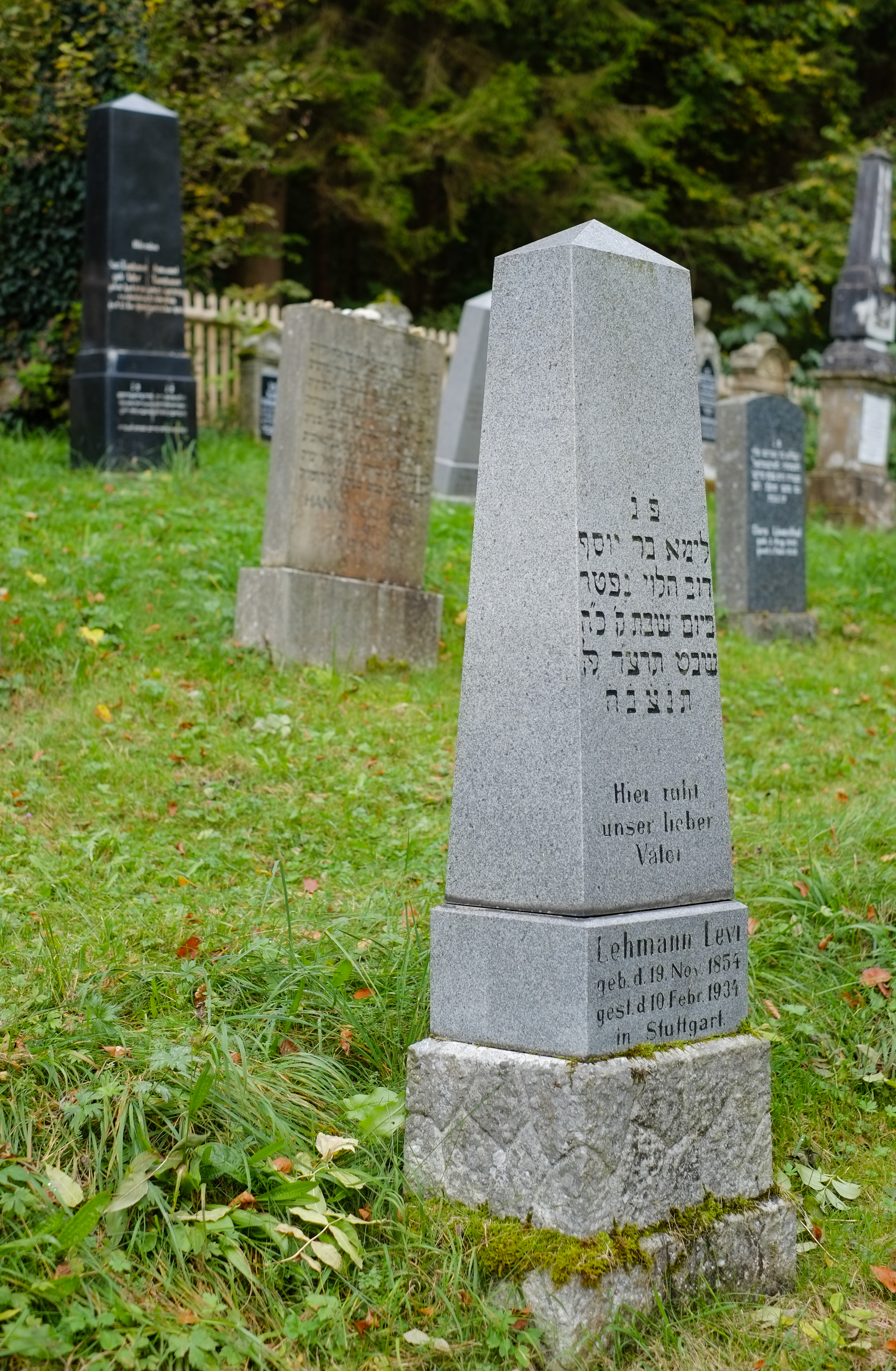
Hanna Berlingers Grabstein (Zweite von links) auf dem Jüdischen Friedhof Buttenhausen

Seine Frau Hanna Berlinger, die aus Buttenhausen stammte, brachte bereits in Hohebach drei und dann in Buttenhausen weitere fünf Kinder zur Welt, so dass die Familie schließlich auf zehn Köpfe anwuchs. Die Kinder trugen die Namen Jakob (geb. 1902), Jetta (geb. 1904), Menko (geb. 1905), Sarah (geb. 1908), Anselm (geb. 1909), Berta (geb. 1909), Fanny (geb. 1917) und Leopold (geb. 1919). Hanna Berlinger ist am 8. Dezember 1934 im Alter von 58 Jahren an den Folgen eines Schlaganfalls verstorben. Der Grabstein von Hanna Berlinger findet sich im oberen Teil des Jüdischen Friedhofs Buttenhausen.
Naphtali Berlinger wurde infolge des antijüdischen Berufsbeamtengesetzes 1933 aus dem Schuldienst entlassen. Beim Novemberpogrom am 10. November 1938 wurde die Synagoge Buttenhausen von SA-Männern zerstört. Naphtali brachte nach 1933 alle seine Kinder in Sicherheit, blieb jedoch bis zuletzt bei seiner stark dezimierten Gemeinde. Am 22. August 1942 wurde er mit dem letzten Transport Buttenhausener Juden in das Ghetto Theresienstadt deportiert. Dort starb er am 20. Februar 1943 an Krankheit und Auszehrung im Alter von 66 Jahren.
Die acht Kinder von Naphtali Berlinger konnten während  der  Nazizeit  rechtzeitig  ins Ausland fliehen. Sein 1909  geborener Sohn Anselm Ascher Berlinger ließ sich im damaligen britischen Mandatsgebiet Palästina nieder und lebte in dem ausschließlich von württembergischen Juden errichteten Schawe Zion nördlich von Haifa, und seine Tochter Bertha wurde im KZ Sobibor ermordet.

## Belege
1. ↑  Ansbert Baumann: Berlinger, Naphtali. In: Baden-Württembergische Biographien, Band 8, S. 31.
2. ↑  Andrea Hoffmann: Schnittmengen und Scheidewege. Juden und Christen in Oberschwaben, Tübingen 2011, S. 50–51.
3. ↑  Klaus Hillenbrand: Dorf mit Erinnerung, taz, 9. November 2021

| Personendaten    | Personendaten                                             |
| ---------------- | --------------------------------------------------------- |
| NAME             | Berlinger, Naphtali                                       |
| KURZBESCHREIBUNG | deutscher Lehrer und der letzte Rabbiner von Buttenhausen |
| GEBURTSDATUM     | 4. Dezember 1876                                          |
| GEBURTSORT       | Braunsbach                                                |
| STERBEDATUM      | 20. Februar 1943                                          |
| STERBEORT        | Ghetto Theresienstadt                                     |